# Hidden Lake (Mac-Robertson-Land)
Der Hidden Lake (englisch für Versteckter See) ist ein kreisrunder und permanent zugefrorener See im ostantarktischen Mac-Robertson-Land. In den Framnes Mountains liegt er in einer Senke am nördlichen Ausläufer des Mount Henderson.
Das Antarctic Names Committee of Australia benannte ihn deskriptiv nach seiner Lage.